# عبد العزيز القريشي
عبد العزيز القريشي محافظ مؤسسة النقد العربي السعودي في الفترة (1974 - 1983).

## أعماله
صدر مرسوم ملكي في 12 ذو القعدة 1394 هـ الموافق 26 نوفمبر 1974 بتعيين عبد العزيز القريشي محافظًا عامًا لمؤسسة النقد العربي السعودي، كأول سعودي يتبوأ هذا المنصب. من أبرز ما قام به هو انتقال المركز الرئيسي للمؤسسة من جدة إلى الرياض عام 1398 هـ. ثم صدر أمر ملكي في عام 1403 هـ الموافق 1983 إعفائه من منصبه، وتكليف حمد بن سعود السياري القيام بأعمال المحافظ.